# Xarxa per a la Conservació de la Natura
La Xarxa per a la Conservació de la Natura (inicialment Xarxa de Custòdia del Territori) és una organització sense ànim de lucre, constituïda el març de 2003, de caràcter tècnic i divulgatiu, per impulsar l'ús de la custòdia del territori. Té els objectius de facilitar informació, formació, qualitat, assessorament i suport, recerca, impuls i difusió en favor de la custòdia. La missió de la xct és treballar en xarxa per impulsar la custòdia del territori com a estratègia de conservació i gestió responsable del territori i la seva biodiversitat. El 2006 fou declarada d'Utilitat Pública (ordre INT/3558/2006 del 26 d'octubre) i forma part de la Guia 2007 de la Transparència i les Bones Pràctiques de les ONG de Fundación Lealtad. La Xarxa per a la Conservació de la Natura rep el suport permanent del Departament de Medi Ambient de la Generalitat de Catalunya, de l'Àrea de Territori i Paisatge de l'Obra Social de Caixa Catalunya i de la Universitat de Vic, a més del de totes les entitats i persones membres.
Regularment organitza congressos per definir objectius i presentar resultats dels projectes en els que s'està treballant. La VI Reunió de la XCT, feta a Santa Eulàlia de Puig-oriol, Lluçà (Osona) l'any 2009, es va centrar en la feina a fer per tal d'ampliar el coneixement social de la xarxa i aconseguir que més gent s'hi impliqui, es van fer diverses jornades tècniques i es va presentar el portal "Viu la terra", diversa documentació de difusió, així com el quart inventari d'acords i entitats de custòdia del territori que inclou 211.337 hectàrees a Catalunya, les Illes Balears i Andorra, incrementant les 147.482 hectàrees de custòdia de l'any 2007. Tot això en l'àmbit de la iniciativa "Countdown 2010, Salvar la biodiversitat" i la campanya 350.org sobre el canvi climàtic.
La Xarxa també fomenta l'intercanvi internacional de coneixements amb visites a altres territoris i organitzacions i l'acollida a altres projectes, com la visita a la República Txeca l'any 2006 i l'acollida de representants txecs a Catalunya l'any 2008.
L'any 2012, la Xarxa per a la Conservació de la Natura (llavors encara Xarxa de Custòdia del Territori) tenia uns 150 membres, entre els quals hi ha entitats de custòdia, empreses, administracions públiques, parcs naturals, fundacions, consorcis i persones a títol individual.
Tanmateix, a Catalunya i les Illes Balears (i en similar mesura a la resta de la península) diverses entitats –moltes d'àmbit local- comencen a utilitzar estratègies de custòdia en els seus projectes de conservació.
El novembre de 2000 va tenir lloc un seminari internacional al Castell de Montesquiu (Osona), que va servir per donar a conèixer diferents experiències de custòdia del territori dels Estats Units, el Canadà, França i Itàlia, a un públic compost per membres d'organitzacions i institucions públiques i privades del món rural, naturalista, de gestió del territori, de l'administració i de la recerca, i persones a títol individual. Els resultats del seminari van permetre definir les necessitats per al desenvolupament de la custòdia del territori a Catalunya, concretades en la Declaració de Montesquiu i en l'interès de crear una Xarxa de Custòdia del Territori (xct), entesa com a centre impulsor i de desenvolupament de la custòdia.
El febrer del 2019, es van fusionar la Xarxa de Voluntariat Ambiental de Catalunya (XVAC) i la Xarxa de Custòdia del Territori (XCT). Fruït de la fusió, la XCT va canviar de nom a Xarxa per a la Conservació de la Natura (XCN).